# Stichopogon engeli
Stichopogon engeli är en tvåvingeart som beskrevs av Lindner 1973. Stichopogon engeli ingår i släktet Stichopogon och familjen rovflugor.
Artens utbredningsområde är Namibia. Inga underarter finns listade i Catalogue of Life.